# Comuna Stănița, Neamț
Stănița este o comună în județul Neamț, Moldova, România, formată din satele Chicerea, Ghidion, Poienile Oancei, Stănița (reședința), Todireni, Veja și Vlădnicele.

## Așezare
Comuna se află aproape de extremitatea estică a județului, la limita cu județul Iași. Este străbătută de șoseaua județeană DJ280, care o leagă spre nord-vest de Bâra și mai departe în județul Iași de Oțeleni și Strunga (unde se termină în DN28); și spre sud-est în județul Iași de Dagâța și în județul Vaslui de Băcești (unde se termină în DN15D). Prin comună trece și calea ferată Roman-Buhăiești, pe care este deservită de halta Stănița.

## Demografie
Componența etnică a comunei Stănița
     Români (88,01%)
     Alte etnii (0%)
     Necunoscută (11,99%)
Componența confesională a comunei Stănița
     Ortodocși (87,49%)
     Alte religii (0,41%)
     Necunoscută (12,1%)
Conform recensământului efectuat în 2021, populația comunei Stănița se ridică la 1.702 locuitori, în scădere față de recensământul anterior din 2011, când fuseseră înregistrați 1.966 de locuitori. Majoritatea locuitorilor sunt români (88,01%), iar pentru 11,99% nu se cunoaște apartenența etnică. Din punct de vedere confesional, majoritatea locuitorilor sunt ortodocși (87,49%), iar pentru 12,1% nu se cunoaște apartenența confesională.

## Politică și administrație
Comuna Stănița este administrată de un primar și un consiliu local compus din 11 consilieri. Primarul, Laurențiu-Bebi Todireanu[*], de la Partidul Social Democrat, este în funcție din 2000. Începând cu alegerile locale din 2024, consiliul local are următoarea componență pe partide politice:
|  | Partid                          | Consilieri | Componența Consiliului | Componența Consiliului | Componența Consiliului | Componența Consiliului | Componența Consiliului | Componența Consiliului |
|  | ------------------------------- | ---------- | ---------------------- | ---------------------- | ---------------------- | ---------------------- | ---------------------- | ---------------------- |
|  | Partidul Social Democrat        | 6          |                        |                        |                        |                        |                        |                        |
|  | Partidul Național Liberal       | 2          |                        |                        |                        |                        |                        |                        |
|  | Alianța pentru Unirea Românilor | 2          |                        |                        |                        |                        |                        |                        |
|  | Uniunea Salvați România         | 1          |                        |                        |                        |                        |                        |                        |

## Istorie
La sfârșitul secolului al XIX-lea, comuna făcea parte din plasa Siretul de Sus a județului Roman și era formată din satele Buzdugi, Călugărița, Chicera, Fundu Poenei, Piscu Rusului, Poenele Oncei, Stănița, Tarnița, Todireni, Veja-Clăcași, Veja-Lingurari și Vlădnicelele, având în total 2409 locuitori. În comună funcționau cinci biserici și o școală mixtă. Anuarul Socec din 1925 o consemnează în aceeași plasă, având 2712 locuitori în satele Chicerea, Fundu Poienii, Poienile Oancei, Stănița, Todireni, Răzăși, Buzdugu, Chichirdicu, Tarnița, Veja-Clăcași, Veja-Lingurari și Vlădnicelele.
În 1950, comuna a trecut în administrarea raionului Roman din regiunea Bacău (între 1952 și 1956, din regiunea Iași). În 1968, ea a trecut la județul Neamț; tot atunci, au fost desființate satele Chichirdic și Fundu Poienii (comasate cu Todireni).